# Velázquez (cràter)
Velázquez és un cràter d'impacte en el planeta Mercuri de 128 km de diàmetre. Porta el nom del pintor espanyol Diego Velázquez (1599-1660), i el seu nom va ser aprovat per la Unió Astronòmica Internacional el 1979.